# V750
V750 — безпілотний гелікоптер розроблений китайським підприємством Tianxiang Aviation Industry Co, Ltd (Вейфан, Шаньдун). На час створення і випробувань був найбільшим безпілотним гелікоптером в Китаї.
Має масу 757 кг, а корисне навантаження становить близько 80 кг, максимальна швидкість — 161 км/год. Гелікоптер може здійснювати польоти максимальною дальністю в 500 км, може летіти на висоті до 3 тисяч метрів. Час знаходження в повітрі цього безпілотника не перевищує 4 годин.
26 грудня 2012 року успішно пройшов випробування, здійснивши свій перший політ над північним узбережжям КНР.